# Габріель де Вальсека
Габріель де Вальсека (кат. Gabriel de Vallseca; Барселона, до 1408 — Пальма, після 1467) — майстер навігаційних приладів і картограф єврейського походження, видатний представник Майорканської картографічної школи. Його найвідомішою картою є портолан 1439 року, що містить перше відоме зображення нещодавно відкритих Азорських островів.

## Біографія
Габріель де Вальсека народився в Барселоні в сім'ї єврейських конверсос (вихрестів). Дехто припускає, що він є сином Хайма ібн Ріша (з родини Крескес), який після навернення взяв ім'я Хуан де Валсеча. Крім того, у нього були родинні зв'язки з Майоркою через його матір чи дружину.
У 1433 році Вальсека покинув Барселону і жив у Пальмі на Майорці, де незабаром зробив собі ім'я як майстер картографії, виробник навігаційних приладів і торговець. Він жив у парафії Санта-Креу, у морському та комерційному районі міста. Він одружився з Флоретою Міро і мав двох синів, Франціска і Жоана, обидва згодом зіткнулися з іспанською інквізицією за «юдаїзм», що свідчить про те, що їхній батько Габріель також міг бути крипто-євреєм. Валлсека написав свій останній заповіт у місті Майорка в 1467 році і незабаром помер.

## Праці

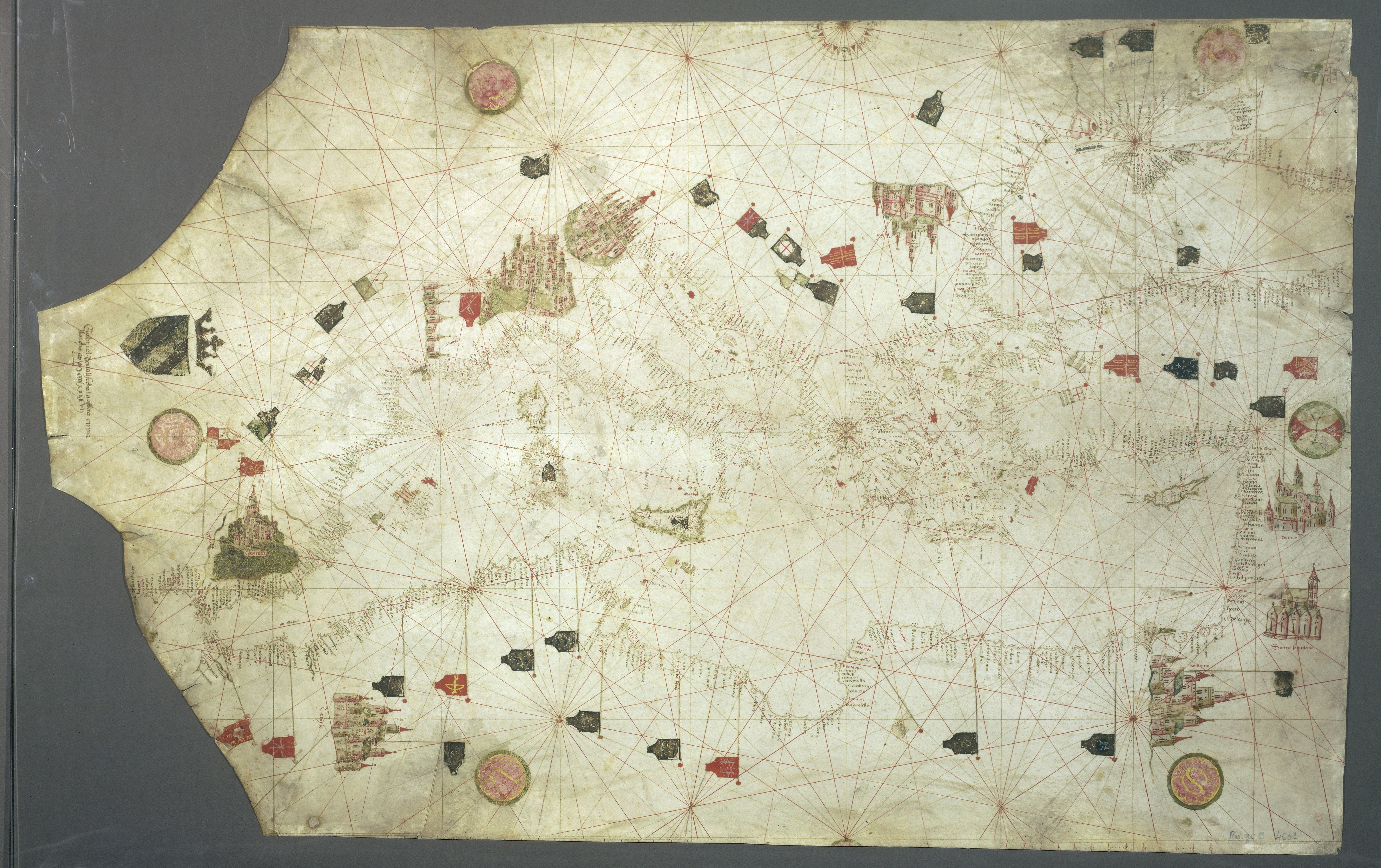
1447 портолан Габріеля де Вальсеки (НБФ, Париж).

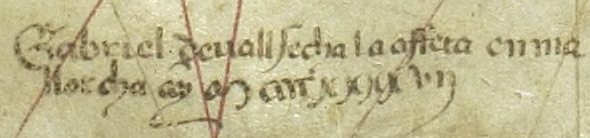
Підпис Габріеля де Вальсеки на портолані 1447 року

Зберіглось три карти портолани, підписані Габріелем Валлсека
- Карта 1439 р. у Морському музеї Барселони (інв. 3236) — часткова mappa mundi (карта світу).
- Карта 1447 року в Національній бібліотеці Франції (Rés. Ge. C4607) — тільки район Середземномор'я.
- Карта 1449 року в Archivio di Stato di Firenze (CN 22) — тільки район Середземномор'я.

Також йому приписують дві анонімні карти:
- Недатована і непідписана карта (приблизна 1440) у Національній центральній бібліотеці Флоренції (portolà 16) — часткова mappa mundi
- Недатована і непідписана карта (за 1447 р.) у Національній бібліотеці Франції (Рес. Ge. D 3005) — фрагменти східного Середземномор'я

Хоча його стиль відповідає традиційній Майорканській картографічній школі, Валлсека включив деякі більш сучасні інновації в картографії з Італії, Португалії та інших країн, особливо від Франческо Беккаріо (наприклад, гомогенізація шкали між Середземним морем і Атлантикою). На картах Габріеля де Вальсеки збереглися деякі фірмові декоративні мотиви Майорки, такі як роза вітрів, мініатюрні люди, тварини та рослини, Атлаські гори у формі пальми, Альпи як куряча лапка, Богемія як підкова, Дунай як ланцюг, Тежу, як пастуший посох, Червоне море забарвлене в червоний колір, а також розрізнені нотатки та підписикаталонською мовою.

### Карта світу 1439 року

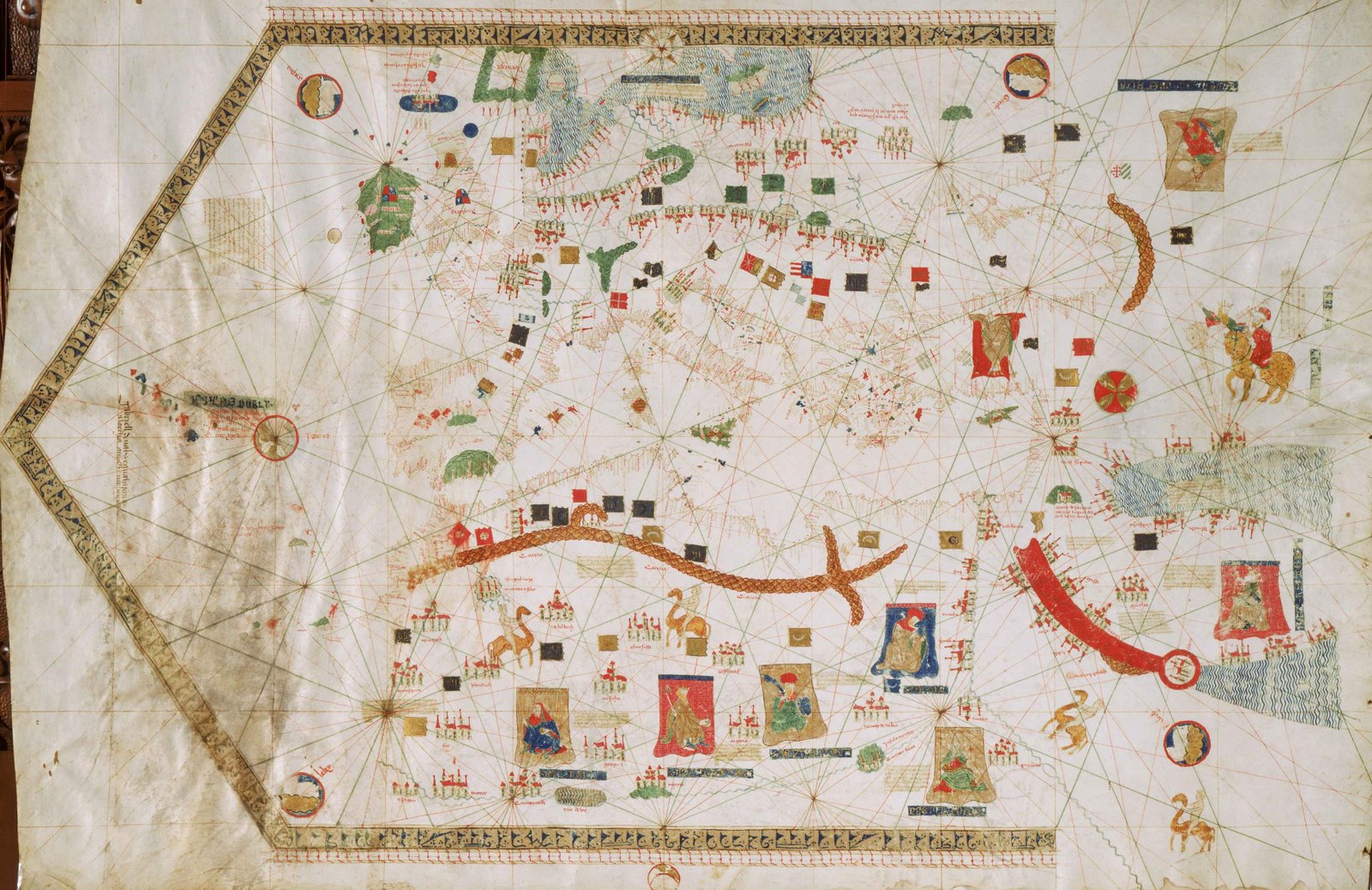
1439 портолан Габріеля де Вальсеки (Морський музей, Барселона)

Найвідомішою портоланом Вальсеки є карта світу (Mappa mundi) 1439 року, зокрема через зображення на ній недавніх відкриттів капітанів португальського принца Енріке Мореплавця. Зображення Атлантичного океану на цьому портолані простягається від Скандинавії до Ріо-де-Оро і включає атлантичні Азорські острови, Мадейру та Канарські острови, а також уявні острови Туле, Бразиль та Майда.
Найпримітнішим є зображення Азорських островів (офіційно відкриті в 1431 році капітаном принца Енріке Гонсалу Велью Кабралом), які, хоча і неправильно розміщені, вперше точно зображені як розтягнуті з південного сходу на північний захід.
Карта 1439 року підписана Gabriell de Valsequa la feta en Malorcha, any MCCC.XXX.VIIII . Згідно з приміткою на звороті, ця карта колись була власністю Амеріго Веспуччі, який заплатив за неї 80 золотих дукатів (Questa ampia pella di geographia fue pagata da Amerigo Vespuci — LXXX ducati di oro di marco). Передбачається, що Веспуччі, ймовірно, придбав її у Флоренції в 1480-х роках, і що він міг навіть взяти її під час своїх подорожей до Нового Світу в 1497—1504 роках.
Карта Вальсеки 1439 року була придбана у Флоренції кардиналом Антоніо Деспуїг-і-Дамето десь до 1785 року і згодом потрапила у володіння його спадкоємців, майорканських графів Чорногорії. Карта зазнала прикрого пошкодження взимку 1838/39 років, коли граф Чорногорії показував її своїм відвідувачам, Фредеріку Шопену та Жорж Санд. Недбало розміщена чорнильниця впала на карту, спричинивши непоправні плями та погіршивши розбірливість деяких підписів у західній частині карти.
Зокрема, інцидент з чорнильницею пошкодила важливу помітку Вальсеки про відкриття Азорських островів. В існуючому після інциденту стані помітка читається так:
Aquestes isles foram trobades p diego de ??? pelot del rey de portugal an lay MCCCCXX?II (Ці острови були відкриті Діогу де ?? штурманом Короля Португалії в 14?? році")
Прізвище та частина дати розмазані. Найдавніше прочитання цієї частини карти, яке ми маємо, належить майорканцю на ім'я Паскуаль у 1789 році, який записав прізвище як «Гууллен». З тих пір його читали як Дієго де Сеніль. («Старий» — читання з надією в напрямку Гонсало Велью) і де Севіль або де Суніс, Сурвіс, Синус, Сіміс, Сінес. Дата була альтернативно інтерпретована MCCCCXX V II (1427) або MCCCCXX X II (1432) або MCCCCXX XV II (1437). У 1943 році історик Даміау Перес запропонував Діогу де Сілвеш і дату 1427, яка зараз часто цитується в португальських джерелах.
Валлсека називає вісім або дев'ять островів Азорських островів, які важко прочитати через чорнильну пляму. В одному прочитанні 1841 року (Віконта де Сантарем) назви восьми островів ідентифікуються як Ylla de Osels (Ucello, Santa Maria), Ylla de Frydols (São Miguel), Ylla de l'Inferno (Terceira), Guatrilla (São Jorge), de Sperta (Pico), Ylla de ….? (стерто, Фаял ?) і (хоча ще офіційно не відкриті) більш західні Ylla de Corp-Marinos (Корво) і Conigi (Флорес) (останні два острови були офіційно відкриті Діогу де Тейве в 1452 році; Валлсека, очевидно, скопіював ці останні два з Каталанського атласу 1375 р.). Інші прочитання розшифровують «deserta» (а не de Sperta), «jlla bela» (замість Guatrilla), illa aucells або jlha aurolls (замість Osels/Uccello), faucols (замість Frydols) і raio marnos або vegis marins (замість Corp-Marinos).
У 1910 році граф Чорногорії виставив карту 1439 року на продаж. Її придбав каталонець Пере Боск-і- Олівер, який згодом перепродав карту Інституту каталонських студій, який передав портолан на зберігання в Національну бібліотеку Каталонії в Барселоні в 1917 році. У 1960 році портолан 1439 року був переданий до Морського музею Барселони, де експонується дотепер.

Існує одна репродукція карти, зроблена в 1892 році для виставки до 400-ліття Колумба в Іспанії, яка зараз знаходиться у Морському музеї Мадрида.

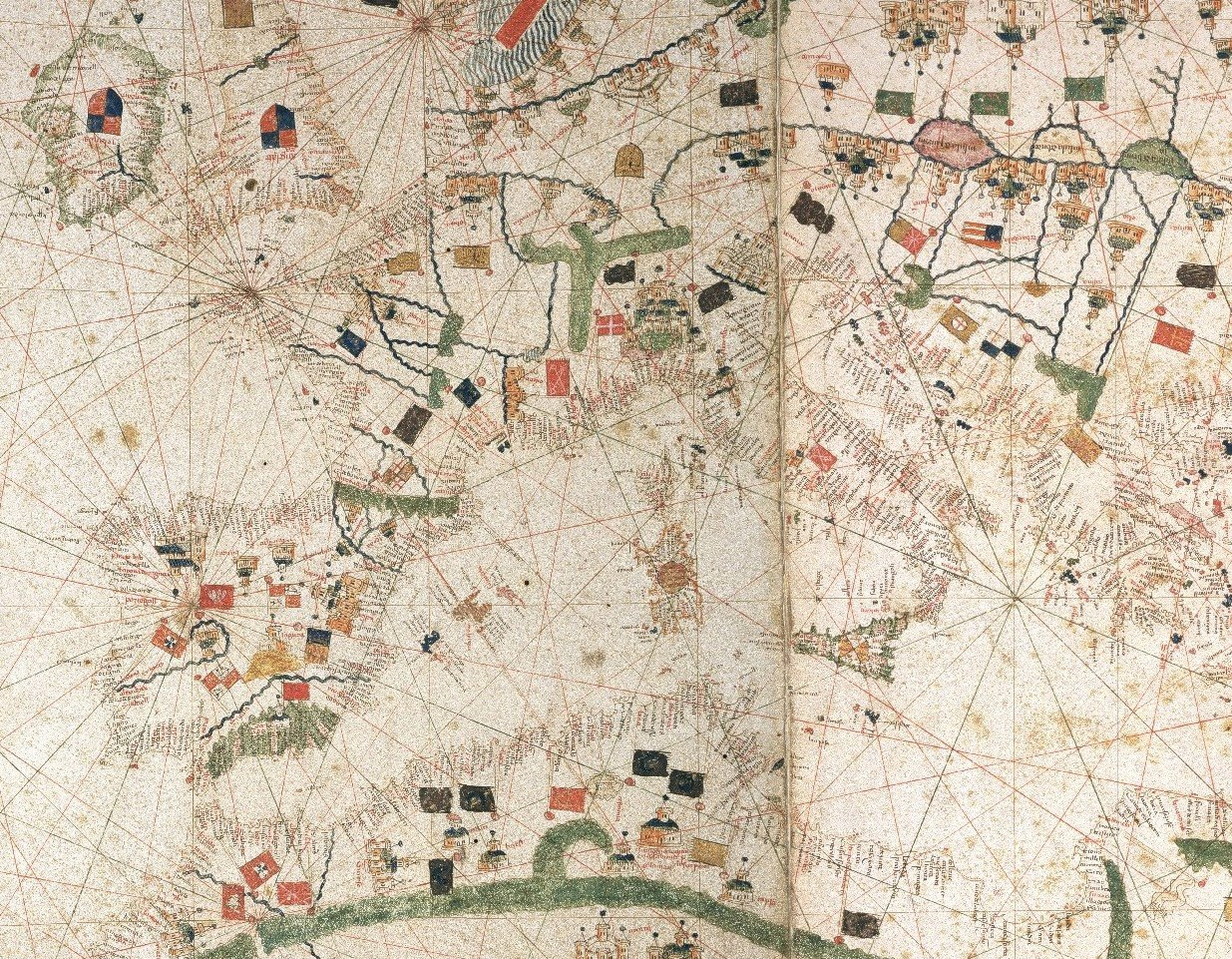
Західна частина анонімної карти Вальсеки (бл. 1440) (Bib. Nat. Cen., Флоренція)
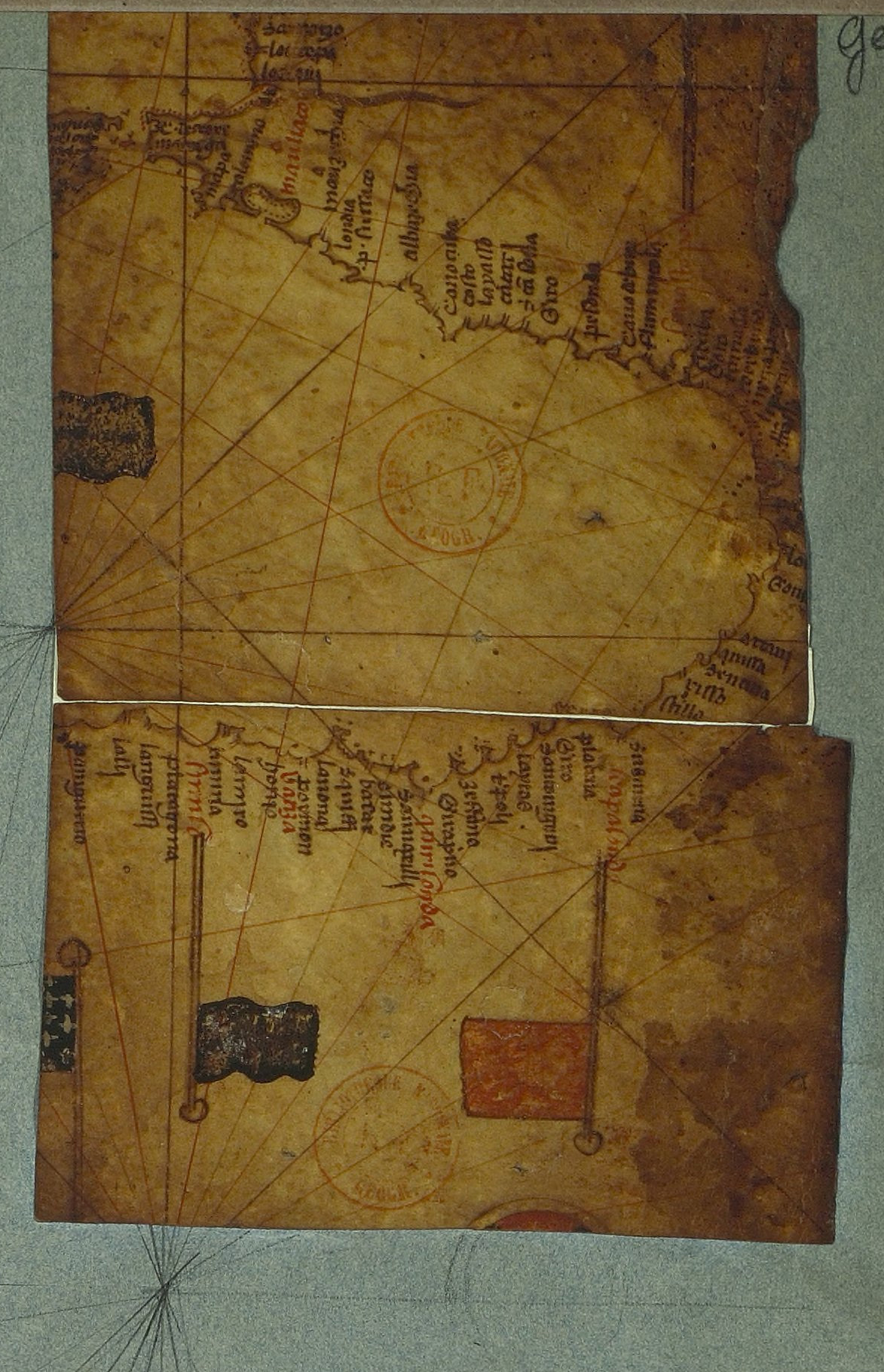
Чорноморський фрагмент анонімної карти Вальсеки, бл.1447 (БНФ, Париж)
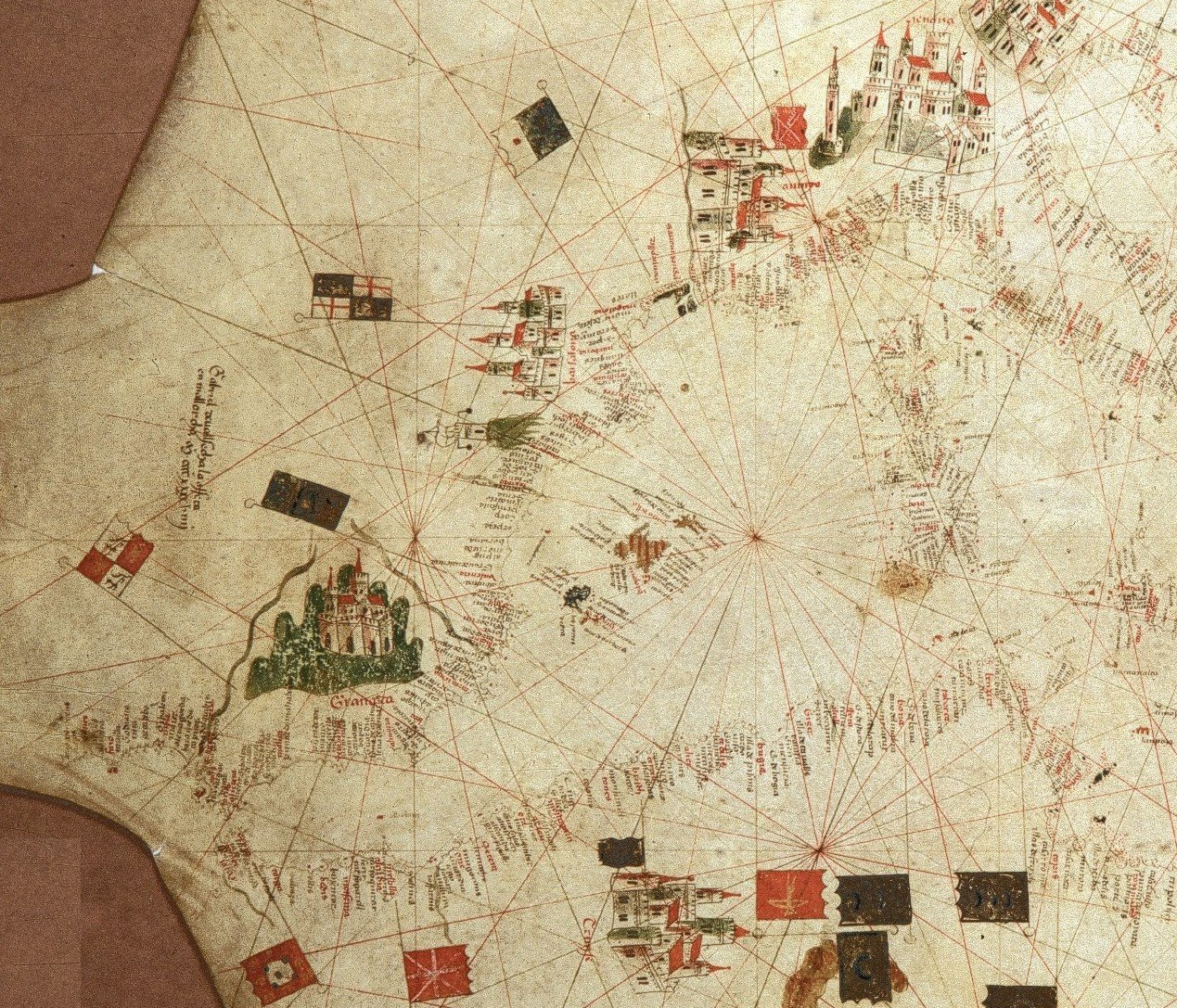
Західна частина карти  Валлсеки 1449 року (Держ. арх. Флоренція)